# Gunungmujil
Gunungmujil is een bestuurslaag in het regentschap Kebumen van de provincie Midden-Java, Indonesië. Gunungmujil telt 3369 inwoners (volkstelling 2010).